# Ein Fall für zwei: Zorek muss schießen
Zorek muss schießen ist der Titel der 47. Episode der Krimiserie Ein Fall für zwei mit Günter Strack und Claus Theo Gärtner in den Hauptrollen.

## Handlung
Der Kleinkriminelle Hans Zorek lebt mit seiner Freundin Claudia Wendorf und deren Sohn zusammen. Vor einigen Wochen war er an einem Überfall auf einen Großmarkt beteiligt. Nun hat er den Auftrag, die vermögende Thea Borck zu erschießen. Er schreckt jedoch davor zurück. Sein anonymer Auftraggeber, der ihn mit belastenden Informationen über den Großmarktraub erpresst, droht ihm mit schwerwiegenden Konsequenzen. Daraufhin wendet sich Zorek an den Rechtsanwalt Dr. Renz und den Privatdetektiv Josef Matula und erhält die Empfehlung, sich bei der Polizei zu melden, auch wenn er dadurch mit einer Strafe aufgrund seiner früheren Tat rechnen muss.
Die Verlegerin Thea Borck, die mit ihrem Neffen Harald Matthies zusammen wohnt, informiert die Polizei hinsichtlich des zwielichtigen Autohändlers Ewald Henning. Dieser beobachtet sie seit geraumer Zeit und treibt sich regelmäßig auf ihrem Grundstück herum, was sie in Angst versetzt.
Claudia Wendorfs Sohn wird angeblich entführt, wofür sie Zorek mitverantwortlich macht. Dieser wird von dem Erpresser telefonisch in ein Hotelzimmer nahe der Münchener Straße beordert und dazu gezwungen, seine Zusammenarbeit mit Renz unverzüglich einzustellen. Dieser Forderung kommt er nach. Renz ist jedoch misstrauisch. Er sucht Thea Borck in ihrem Haus in Wiesbaden-Sonnenberg auf. Obwohl sie Zorek auf einem Foto wiedererkennt, schildert sie, dass sie sich vielmehr von Ewald Henning bedroht fühlt. Da die Polizei keinen Personenschutz für sie bereitstellt, empfiehlt Renz ihr, Kontakt mit Matula aufzunehmen. Dieser beobachtet derweil ein Treffen zwischen Zorek und Claudia Wendorf. Sie behauptet gegenüber Zorek, ihr sei mitgeteilt worden, dass sie ihren Sohn am Nachmittag auf einem Spielplatz wieder abholen könne. Zorek rät ihr, anschließend mit dem Kind nach Köln zu reisen. Als Renz Zorek zur Rede stellt, erfährt er, dass dieser weiterhin von seinem Erpresser unter Druck gesetzt wird. Matula unterhält sich mit Ewald Henning und zeichnet dessen Stimme auf. Zorek bezweifelt, dass es sich dabei um die Stimme seines Erpressers handelt.
Harald Matthies reist nach Stuttgart. Matula bleibt während seiner Abwesenheit zum Schutz bei dessen Tante. Am folgenden Tag wird Zorek dazu aufgefordert, diese auf dem Alten Sachsenhäuser Friedhof zu erschießen. Mithilfe von Matula und Renz inszeniert Zorek den Mord lediglich zum Schein. Anschließend bittet Renz Harald Matthies in seine Kanzlei und informiert ihn über den vermeintlichen Tod seiner Tante. Matula verfolgt Matthies daraufhin in ein Hotel, wo dieser sich mit Claudia Wendorf trifft. Es stellt sich heraus, dass Wendorf eine Affäre mit Matthies unterhält und ihn mit Informationen über Zorek versorgt hat. Sie erweist sich als Komplizin im Mordkomplott gegen Thea Borck, welches Matthies geplant hatte, um das Vermögen seiner Tante zu erben.

## Hintergrund
Die Episode wurde überwiegend im Rhein-Main-Gebiet gedreht. Die Kulisse der Kanzlei von Dr. Renz befand sich im Hotel InterContinental Frankfurt. Der Spielplatz, an dem die Entführung von Claudia Wendorfs Sohn Felix inszeniert wurde, liegt im Oeder Weg in Frankfurt-Nordend. Der Erpresser kontaktiert Zorek in mehreren Szenen von Telefonzellen aus, die innerhalb oder in der Nähe des Frankfurter Hauptbahnhofs gelegenen sind.